# Littérature flamande
La littérature flamande est une littérature issue de la Flandre, composée de territoires qui sont aujourd'hui en Belgique (Flandre belge), en France (Flandre française) et aux Pays-Bas (Flandre zélandaise). Jusqu'au début du XIXe siècle, cette littérature était regardée comme faisant partie intégrante de la littérature néerlandaise. Après l'indépendance de la Belgique en 1830 aux dépens des Pays-Bas, la littérature flamande a recouvert un sens plus précis pour désigner la littérature néerlandophone produite en Belgique, à côté de la littérature belge francophone. Néanmoins, la littérature flamande reste partie intégrante de la littérature néerlandaise.

## Histoire de la littérature flamande
Au Moyen Âge :
Au XVIe siècle :
Aux XVIIe et XVIIIe siècles :
Au XIXe siècle :
Aux XXe et XXIe siècles :